# Morti nell'896
| Questa pagina contiene informazioni ricavate automaticamente dalle voci biografiche con l'ausilio del template Bio e di un bot. L'aggiornamento è periodico e automatico e ricostruisce completamente la pagina. Se manca una persona in questa lista, sei pregato di non aggiungerla, ma accertati piuttosto che la sua voce biografica contenga il template Bio e che i dati anagrafici siano correttamente compilati. Se il template Bio manca, inseriscilo tu stesso o, in alternativa, metti l'avviso {{tmp\|Bio}} che ne segnala la mancanza. Se i dati riportati sono sbagliati, correggi direttamente la voce biografica; le modifiche saranno visibili in questa lista entro pochi giorni. Per chiarimenti vedi il progetto biografie. La lista contiene solo le 9 persone che sono citate nell'enciclopedia e per le quali è stato implementato correttamente il template Bio. Pagina aggiornata al 10 ago 2025. |

- 18 gennaio - Khumarawayh ibn Ahmad ibn Tulun, sultano turco (n. 864)
- 4 aprile - Papa Formoso, papa, vescovo e cardinale italiano
- 26 aprile - Papa Bonifacio VI, papa e cardinale italiano
- 27 settembre - Anselmo II, arcivescovo italiano
- Berengario II di Neustria, nobile franco
- Ermengarda, regina
- Maginfredo I di Milano, nobile italiano
- Vilfredo, conte
- Sahl al-Tustari, mistico arabo (n. 818)